# Airline Transport Pilot Licence

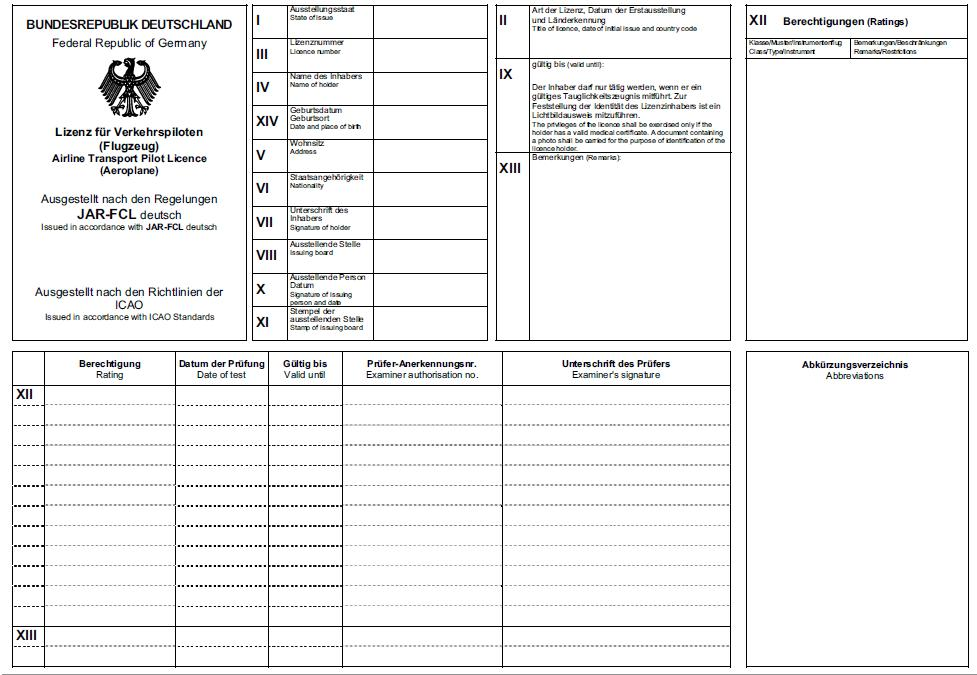
Formulář vzoru průkazu způsobilosti letové posádky, zde je uveden typ licence - ATPL, CPL, resp. PPL

Airline Transport Pilot Licence (zkratka ATPL) je průkaz dopravního pilota, který opravňuje jeho držitele v rámci letové posádky (Flight Crew) k řízení letadla na pozici velitele, kapitána (PIC – Pilot In Command) ve vícečlenné posádce v provozu obchodní letecké dopravy, oproti licenci CPL (Commercial Pilot Licence), která opravňuje létat za úplatu, mimo jiné jako velitel v jednopilotní obchodní letecké dopravě, nebo také jako první důstojník ve vícečlenné posádce. Jedná se o nejvyšší kvalifikaci, jaké lze v civilní letecké dopravě dosáhnout.
Licence ATPL se dělí na ATPL(A) a ATPL(H), kde A znamená Aeroplane (letoun), H je Helicopter (vrtulník).
Předpokladem pro získání ATPL je:
- minimální věk 21 let
- zdravotní způsobilost I. stupně, kterou ověří pověřený lékař, např. Ústav leteckého zdravotnictví
- absolvování schváleného kurzu teoretické přípravy ve schválené výcvikové organizaci
- absolvování teoretických zkoušek na Úřadě pro civilní letectví v předmětech: letecký zákon; všeobecné znalosti letadla – drak/systémy/pohonná jednotka; všeobecné znalosti letadla – přístrojové vybavení; hmotnost a vyvážení; výkonnost; plánování letu a monitorování; lidská výkonnost; meteorologie; všeobecná navigace; radionavigace; provozní postupy; základy letu; spojení VFR (let za viditelnosti); spojení IFR (let podle přístrojů)
- absolvování zkoušky dovednosti v předepsaném rozsahu

Žadatel o licenci ATPL(A/H) musí být držitelem licence CPL(A/H), kvalifikace IR a kurzu MCC (Multi Crew Cooperation), musí mít celkový nálet minimálně 1500 hodin na letounech, z toho 500 hodin ve vícepilotním provozu, 250 hodin jako velitel letadla (PIC – Pilot In Command) v jednopilotním provozu, 200 hodin na přeletech, 75 hodin podle přístrojů a 100 hodin v noci.
Rozlišuje se ještě licence ATPL Frozen, jejíž držitel (obchodní pilot s licencemi Přístrojová kvalifikace, Vícemotorová letadla, Součinnost ve vícečlenné posádce CPL/IR/MEP/MCC) získá ATPL, jakmile nalétá požadovaný minimální počet hodin a absolvuje zkoušku dovednosti.